# یواس‌اس وینسنس (سی‌ال-۶۴)
یواس‌اس وینسنس (سی‌ال-۶۴) (به انگلیسی: USS Vincennes (CL-64)) یک کشتی بود که طول آن ۶۱۰ فوت ۱ اینچ (۱۸۵٫۹۵ متر) بود. این کشتی در سال ۱۹۴۳ ساخته شد.